# Nyárádandrásfalva
Nyárádandrásfalva (románul Sântandrei, németül Andreasdorf): falu a mai Romániában Maros megyében. 1941 óta Nyárádszereda része.

## Fekvése
A falu a Kis-Nyárád völgynyílásában fekszik. 1409-ben Andrásfalva néven említik. 1910-ben 722 lakosa volt, 4 kivételével mind magyarok. A trianoni békeszerződésig Maros-Torda vármegye Nyárádszeredai járásához tartozott. Református temploma és ortodox fatemploma van.
Temetőjében nyugszik Deák Farkas (1832–1886) történész, drámaíró, akadémikus, a Makk-féle összeesküvés egyik résztvevője.